# Lillie Bridge
Lillie Bridge war ein 1867 eröffnetes Sportgelände im Londoner Stadtteil Fulham und war die Spielstätte des Wanderers FC. Es war für Fußball, Radrennen, Cricket und Leichtathletik ausgelegt. 1888 wurde es geschlossen. In der Nähe befindet sich das 1877 eröffnete Stadion Stamford Bridge. Dieses ist heute das Heimstadion des FC Chelsea.

## Sportliche Aktivitäten

### Boxen
Lillie Bridge war 1867 Schauplatz der ersten Amateurbox-Wettkämpfe des Landes. Die Pokale wurden von John Sholto Douglas, 9. Marquess of Queensberry gestiftet.

### Fußball
Das zweite Endspiel um den FA Cup fand am 29. März 1873 im Stadion Lillie Bridge statt. Dabei siegte der Wanderers FC mit 2:0 gegen Oxford University. Der Wanderers FC gewann bereits 1871/72 den Pokal.

### Cricket
Zwischen 1869 und 1872 spielte der Middlesex County Cricket Club in diesem Stadion.

### Leichtathletik
Das Stadion stand zu Beginn auch für Leichtathleten zur Verfügung, die allerdings 1877 in das Stamford-Bridge-Stadion zogen.

### Lawn Tennis
Schon im Mai 1874 wurde hier mit dem kurz zuvor erfundenen Lawn Tennis (Sphairistikè) des Major Walter Clopton Wingfield experimentiert.